# 哈埃納 (夏威夷州可愛縣)
哈埃納（英語：Hāʻena）是位於美國夏威夷州可愛縣的一個人口普查指定地區。

## 地理
哈埃納的座標為22°13′17″N 159°33′41″W / 22.22139°N 159.56139°W，而該地最高點為海拔高度7米（即23英尺）。

## 人口
根據2010年美國人口普查的數據，哈埃納的面積為3.76平方千米，均為陸地。當地共有人口2223人，而人口密度為每平方千米591.22人。